# Selenia lactimarginata
Selenia lactimarginata là một loài bướm đêm trong họ Geometridae.